# Amadou Dioum
Amadou Dioum, né le 4 février 1972 à Abidjan, en Côte d’Ivoire, est un ancien joueur ivoirien naturalisé français de basket-ball. Il évolue aux postes d’ailier et d’ailier fort.

## Palmarès
- Champion de Côte d’Ivoire 1994 (ASEC Mimosas)